# Асеев, Георгий Георгиевич
Георгий Георгиевич Асеев (род. 9 июня 1943, Кролевец, Сумская область) – радиофизик, доктор технических наук (1994), профессор (1996). Действительный член Украинской академии наук с 1999 года. Действительный член Международной академии информатизации при ООН с 1995 года.

## Биография
Родился в 1943 году. В 1972 году закончил Харьковский университет. В 1965—1974 годах работал в Государственном проектном институте ГИПРОПИЩЕПРОМ (ст. инженер), в 1974—1994 годах — в Государственном научно-исследовательском и проектном институте основной химии НИОХИМ (зав. отделом АСНИ) (оба учреждения — в Харькове). 1994 года стал заведующим кафедрой информатики и информационных технологий в Харьковском государственном институте культуры.

## Научная деятельность
Георгий Асеев — специалист в области новых информационных технологий и принципов обработки информации. Он разрабатывал проблемно-ориентированные интеллектуальные системы, которые применены в структурах автоматизированных систем ряда организаций и предприятий.
Занесён в биографический словарь «Выдающиеся педагоги высшей школы г. Харькова»; «Энциклопедию современной Украины, т. 1»; энциклопедический справочник «Сумщина в именах»; в энциклопедию Национальной парламентской библиотеки Украины (украинская библиотечная энциклопедия). В 2013 г. в серии «Выдающиеся педагоги Харьковской академии культуры» вышел его биобиблиографический указатель.
Является автором свыше 300 научных работ, из которых: свыше 30 — это монографии по разным направлениям научной деятельности, около 20 — учебники и учебные пособия для высшей школы.
Публикации учёного из проблем становления, развития и применение новых информационных и нанотехнологий в растворах электролитов имеют международное признание. По предложению издательства научной литературы «CRC Press» и «Begell House, Inc.» (США) было издано 10 монографий Г. Г. Асеева для англоязычных стран.